# Jana Ina & Giovanni – Wir sind schwanger
Jana Ina & Giovanni – Wir sind schwanger ist eine deutsche Reality-Show mit der Moderatorin und Model Jana Ina und ihrem Ehemann und Ex-Bro’Sis-Mitglied Giovanni Zarrella. Sie lief vom 28. August bis zum 30. Oktober 2008 auf ProSieben und wurde im Durchschnitt von 1,54 Millionen Zuschauern verfolgt, was unter dem Senderdurchschnitt liegt.

## Geschichte
In Jana Ina & Giovanni – Wir sind schwanger wird das Promi-Paar Jana Ina und Giovanni Zarrella in zehn Folgen vom Bekanntwerden der Schwangerschaft bis zur ersten Babyparty von ProSieben begleitet. Die Sendung handelte größtenteils von der Schwangerschaft Jana Inas. So wurde in der ersten Folge gezeigt, wie das Paar von der Schwangerschaft erfuhr und die beiden die jeweiligen Eltern informierten. Im weiteren Verlauf wurde das Paar bei Ultraschalluntersuchungen, beim gemeinsamen Überlegen eines Namens fürs Baby und dem Einrichten des Kinderzimmers begleitet. Zudem sah man das Paar beim Vorbereiten auf die Elternrolle. Giovanni erhielt Wickeltipps von seinem Ex-Juror Detlef Soost und das Paar passte auf das Baby einer Freundin Jana Inas auf.
Den zweiten Schwerpunkt bildete der Alltag des Promipaares. So wurde Jana Ina bei einem gemeinsamen Fotoshooting mit Das-Model-und-der-Freak-Kollegin Monica Ivancan sowie einem Shooting für die Tierrechtsorganisation PeTA begleitet und Giovanni bei dem Videodreh seiner Single „Wundervoll“, die auch als Titellied für die Doku verwendet wurde und auf Platz 9 der deutschen Singlecharts einstieg. Zudem gab es zusammen mit Shaham Joyce und Detlef Soost einen Rückblick auf seine Zeit bei Bro’Sis. Weiterhin sah man das Paar bei einem Shoppingtrip in New York, Jana Ina beim London-Sightseeing mit Ross Antony und wie Giovanni seine Frau mit einem persönlichen Bon-Jovi-Konzert überraschte.
In der achten Folge, die am 16. Oktober 2008 ausgestrahlt wurde, war dann schließlich die Geburt von Jana Inas und Giovannis Sohn Gabriel Bruno zu sehen. Das Baby kam am 23. September 2008 um 2:28 Uhr per Kaiserschnitt in einem Kölner Krankenhaus zur Welt. Die Sendung endete nach 10 Folgen mit einer großen Babyparty, zu der die engsten Freunde des Paares eingeladen waren.